# The Battle of Los Angeles
The Battle of Los Angeles – album studyjny grupy Rage Against the Machine wydany w 1999 roku. W 2003 album został sklasyfikowany na 426. miejscu listy 500 albumów wszech czasów magazynu „Rolling Stone”.

## Opis albumu
The Battle of Los Angeles jest trzecim studyjnym albumem nagranym przez Rage Against the Machine. Został wydany 2 listopada 1999, dokładnie w przeddzień siódmej rocznicy wydania pierwszego studyjnego albumu grupy i prawie trzy lata po wydaniu albumu drugiego – Evil Empire. Pomiędzy Evil Empire a The Battle of Los Angeles zespół wypuścił na rynek album później nazwany „oficjalnym bootlegiem” – płytę Live & Rare.
Album zadebiutował na 1. miejscu na Billboard's Top 200, a utwór „Guerilla Radio” zagościł na ścieżce dźwiękowej gry komputerowej Tony Hawk's Pro Skater 2.

## Lista utworów
1. „Testify” – 3:30
2. „Guerrilla Radio” – 3:26
3. „Calm Like a Bomb” – 4:58
4. „Mic Check” – 3:33
5. „Sleep Now in the Fire” – 3:25
6. „Born of a Broken Man” – 4:41
7. „Born as Ghosts” – 3:21
8. „Maria” – 3:48
9. „Voice of the Voiceless” – 2:31
10. „New Millennium Homes” – 3:44
11. „Ashes in the Fall” – 4:36
12. „War within a Breath” – 3:37

## Twórcy
- Zack de la Rocha	   – 	wokal
- Tom Morello	   – 	gitara
- Tim Commerford	   – 	gitara basowa
- Brad Wilk         – 	perkusja
- Stephen Marcussen – mastering
- Brendan O'Brien   – producent, miksowanie
- Aimee MacAuley    – dyrekcja artystyczna
- Roger Sommers 	   – asystent inżynierii
- Danny Clinch 	   – zdjęcia
- Andrew Garver 	   – edycja cyfrowa
- Ryan Williams 	   – inżynier
- Michael Parnin    – asystent inżynierii
- Monique Mizrahi   – asystent inżynierii
- Tim Harkins 	   – asystent inżynierii
- Karl Egsieker 	   – asystent inżynierii
- Erin Haley 	   – koordynacja produkcji
- Cheryl Mondello   – koordynacja produkcji
- German Villacorta – asystent inżynierii
- Joey Krebs 	   – projektowanie graficzne
- Sugar D 	   – inżynier
- Steven Tirona 	   – zdjęcia
- Rage Against the Machine – producent
- Kevin Dean 	   – asystent inżynierii
- Nick DiDia 	   – inżynier
- Russ Fowler 	   – inżynier
- Kevin Lively 	   – asystent inżynierii